# 司马权
司馬權（3世紀—275年11月15日），字子輿，河內溫縣（今河南溫縣）人。西晉宗室，是晉宣帝司馬懿四弟司馬馗的長子，高密文獻王司馬泰和范陽康王司馬綏的哥哥。曾入仕於曹魏和西晉。

## 生平
司馬權在曹魏後期承襲父親東武城侯的爵位，任冗從僕射。晋武帝司马炎接收禅让建立西晋后，于泰始元年十二月丁卯（266年2月9日）封司马权为彭城王，食邑二千九百戶，任北中郎將、都督鄴城守諸軍事。泰始年間入朝，賜袞衣和冠冕。咸寧元年十月癸巳日（275年11月15日）逝世，谥号穆。

## 後代

### 子
- 司馬植，司馬權死後繼嗣，歷任後將軍、國子祭酒、太僕卿、侍中、尚書、安東將軍等職。

### 孫
- 司馬釋，司馬植之子，父親死後繼嗣，官至南中郎將、持節、平南將軍。
- 司馬融，司馬植之子，過繼給河間王司馬顒為嗣子，改封樂成縣王[6]。

### 曾孫
- 司馬雄，司馬釋之子，父親死後繼嗣，後因蘇峻之亂而被誅殺。
- 司馬紘，司馬釋之子，司馬雄被誅殺後繼嗣。曾任國子祭酒、散騎常侍、大宗正、秘書監等職。
- 司馬欽，司馬釋之子，過繼給樂成縣王司馬融為嗣子，咸和五年（330年）復封河間王[6][7]

### 玄孫
- 司馬玄，司馬紘之子，官至中書侍郎。
- 司馬俊，司馬紘之子，父親因司馬雄被殺而歸襲彭城王後以他過繼給高密王司馬據為嗣子，官至散騎常侍[8][9]。

## 逸聞
據《世說新語·汰侈篇》及劉孝標注稱，司馬權有一頭跑得快的牛，後被王衍射殺了。不過余嘉錫於《箋疏》中引程炎震語認為，此事應是真，但是司馬權死時王衍才剛二十，當屬封國傳聞。

## 延伸阅读
[在维基数据编辑]
 《晉書·卷037》，出自房玄齡《晉書》

| 前任： 無 | 晉朝彭城王 265年—275年 | 繼任： 子司馬植 |